# Municipio de Harrison (Illinois)
El municipio de Harrison (en inglés: Harrison Township) es un municipio ubicado en el condado de Winnebago en el estado estadounidense de Illinois. En el año 2010 tenía una población de 670 habitantes y una densidad poblacional de 10,46 personas por km².

## Geografía
El municipio de Harrison se encuentra ubicado en las coordenadas 42°24′22″N 89°13′25″O / 42.40611, -89.22361. Según la Oficina del Censo de los Estados Unidos, el municipio tiene una superficie total de 64.06 km², de la cual 63,75 km² corresponden a tierra firme y (0,48 %) 0,31 km² es agua.

## Demografía
Según el censo de 2010, había 670 personas residiendo en el municipio de Harrison. La densidad de población era de 10,46 hab./km². De los 670 habitantes, el municipio de Harrison estaba compuesto por el 98,81 % blancos, el 0,3 % eran afroamericanos, el 0,15 % eran amerindios, el 0,45 % eran de otras razas y el 0,3 % eran de una mezcla de razas. Del total de la población el 1,79 % eran hispanos o latinos de cualquier raza.